# 弗劳恩施泰因 (奥地利)
弗劳恩施泰因是奥地利克恩顿州格兰河畔圣法伊特县的一个市镇。总面积93.53平方公里，总人口3569人，人口密度38.2人/平方公里（2005年）。